# Ванхакаупунки
Ва́нхака́упунки (фин. Vanhakaupunki, швед. Gammelstaden)— район города Хельсинки на севере его центральной части, в устье реки Вантаанйоки. «Ванхакаупунки» в переводе с финского — «старый город».
В названии района отражается история Хельсинки, т.к. изначально город был основан на этой территории. Топоним упоминается в уставе Хельсинки уже в 1639 году, и шведское название Gamla staden, или Gammelstaden, (шведск. «старый город»), позже становится общеупотребительным. Современное написание становится официальным в 1909, а в 1959 году административный район города получает название Ванхакаупунки.

### История
Король Густав Ваза основал город Хельсинки в устье реки Вантаанйоки на месте старой деревни Форсбю (швед. Forsby, фин. Koskela). Предполагалось, что новый город на Финском заливе сможет составить конкуренцию Таллинну в торговле, а также ограничить незаконную торговлю в крестьянской среде. Хельсинки был заселен жителями городов Раума, Таммисаари, Улвила и Порвоо.
В 1640-х годах с целью оживления экономики города, Хельсинки был перенесен к мысу Виронниеми, более удобному для строительства порта. Ванхакапунки постепенно пришел в запустение.
От первоначального Хельсинки сохранилась лишь составленная в 1645 году Хансом Ханссоном карта, на которой отображены расположение и поквартальная планировка города. Единственным строением, отдельно нанесенным на карту, стала церковь, которая располагалась в северо-западной части современной улицы Ванханкаупунгинтие.

### В наши дни
Устье реки Вантаанйоки разделено островом Кунинкаанкартанонсаари на два рукава, в каждом из которых мощные пороги. На этом острове находится Технический музей Архивная копия от 17 мая 2017 на Wayback Machine, а на берегу западного рукава построена небольшая гидроэлектростанция. В парке Густава Ваза есть несколько памятников, связанных с ранней историей города Хельсинки:
- памятный знак в честь 400-летия Хельсинки
- памятный знак строителям Хельсинки
- обелиск в честь Хельсинкского собрания, проведенного Густавом II Адольфом в 1616 году
- памятный камень на месте первой в Хельсинки церкви и кладбища